# ويلينغتون سيلفا
ويلينغتون سيلفا (بالبرتغالية: Wellington Alves da Silva‏) (6 يناير 1993 البرازيل - ) هو لاعب كرة قدم إسباني، يلعب كمهاجم. احترف في السعودية في نادي النجمة.

## روابط خارجية
- ويلينغتون سيلفا على موقع الاتحاد الدولي (مؤرشف)  (الإنجليزية)
- ويلينغتون سيلفا على موقع رابطة كرة القدم اليابانية للمحترفين (اليابانية)
- ويلينغتون سيلفا على موقع قاعدة بيانات كرة القدم.إي يو (الإنجليزية)
- ويلينغتون سيلفا على موقع Soccerbase.com (لاعب) (الإنجليزية)
- ويلينغتون سيلفا على موقع Soccerway.com (الإنجليزية)
- ويلينغتون سيلفا على موقع عالم كرة القدم.نت (الإنجليزية)
- ويلينغتون سيلفا على موقع AS.com (الإسبانية)